# ظهران (بني العوام)
ظهران هي إحدى قرى عزلة ردمان بمديرية بني العوام التابعة لمحافظة حجة، بلغ تعداد سكانها 1913 نسمة حسب تعداد اليمن لعام 2004.